# Goephanes mediovittipennis
Goephanes mediovittipennis là một loài bọ cánh cứng trong họ Cerambycidae.